# 夏の恋人 (SHISHAMOの曲)
「夏の恋人」（なつのこいびと）は、SHISHAMOの5枚目のシングル。2016年9月7日にGOOD CREATORS RECORDS / UNIVERSAL SIGMAから発売された。

## 概要
- 前作「君とゲレンデ」から約9ヶ月ぶりのシングル。
- 2016年11月11日より開催のSHISHAMO ワンマンツアー2016秋「夏の恋人はもういないのに、恋に落ちる音が聞こえたのはきっとあの漫画のせい」の先行予約シリアルナンバーが封入された[4]。
- 購入者特典として、タワーレコードでは川島小鳥撮影の「オリジナルB2ポスター」が付けられた[5]。

## 収録曲
| 全作詞・作曲: 宮崎朝子。 |                              |           |            |                                                    |      |
| #                        | タイトル                     | 作詞      | 作曲・編曲 | 編曲                                               | 時間 |
| 1.                       | 「夏の恋人」                 | 宮崎朝子  | 宮崎朝子   | SHISHAMO、高野勲・宮崎朝子（ストリングスアレンジ） | 5:31 |
| 2.                       | 「恋に落ちる音が聞こえたら」 | 宮崎朝子  | 宮崎朝子   | SHISHAMO                                           | 4:06 |
| 合計時間:                | 合計時間:                    | 合計時間: | 9:38       |                                                    |      |

## 楽曲解説
1. 夏の恋人
  - 普段バンドを聞かない、ベースとギターの違いが分からないような人でも好きになってもらえるような「歌モノ」を目指して制作された。その背景には、当時のバンドシーンで求められることと、SHISHAMOでやりたいことの間にギャップがあったことを宮崎がインタビューで明かしている[6]。
  - 「夏の終わり」をテーマに少女の一夏が描かれている。ストリングスが導入され、外部ミュージシャンとして四家卯大Stringsが参加している[7][8]。歌のレコーディングは昼間から始めて翌日の昼11時までかかり、ほぼ丸1日が費やされた[9]。
  - 2016年6月25日、「SHISHAMO NO OSAKA-JOHALL!!!」にて宮崎の弾き語りで初披露され、音源はその翌々日にレコーディングされた[7]。
  - 7月18日、FM802『ROCK KIDS 802』でラジオ初オンエアされた[10]。7月24日に出演した『NUMBER SHOT 2016』でバンドバージョンが初披露された[11]。
  - 9月2日、ミュージック・ビデオが公開された。千葉県銚子市が舞台のロードムービー仕立ての作品で、番場秀一が初めてSHISHAMOのミュージック・ビデオの監督を務めた[12][13]。
  - 2017年3月12日、テレビ朝日系『関ジャム 完全燃SHOW』に出演し、関ジャニ∞メンバーとのセッションが披露された[14]。
  - 2023年9月25日、漫画家の安斎かりんがこの曲を題材にオリジナル漫画を描き下ろし、楽曲とコラボしたスペシャルコラボムービーがYouTubeで公開された。ムービーに使用された「夏の恋人 ACOUSTIC ver.」は同年11月8日リリースの、『10th Anniversary Acoustic Album「ACOUSTIC SHISHAMO」』に収録された[15]。
2. 恋に落ちる音が聞こえたら
  - 「夏の恋人」は恋の終わり、この曲は恋の始まりという意識的なカップリングになっている[16]。
  - 自信がある高校生の女の子が主人公[7]。歌詞の人称が、「あなた」から「君」に変わることで関係性の変化を描いている[17]。
  - 仮タイトルは「カルピス」だった。「本気で（『カルピスウォーター』の）CMを取りにいこうとして作った曲で、取れなかった曲」だと後に明かしている[18]。なお、2018年には8thシングル「水色の日々」が『カルピスウォーター』のCM曲となりタイアップが実現した[19]。

## 収録アルバム
夏の恋人
- 『SHISHAMO 4』
- 『SHISHAMO BEST』
- 『恋を知っているすべてのあなたへ』(恋の痛みを知っているあなたへ)
- 『10th Anniversary Acoustic Album「ACOUSTIC SHISHAMO」』※アコースティックバージョン

恋に落ちる音が聞こえたら
- 『SHISHAMO 4』
- 『恋を知っているすべてのあなたへ』(恋の喜びを知っているあなたへ)